# X Охраняющий пролив легион

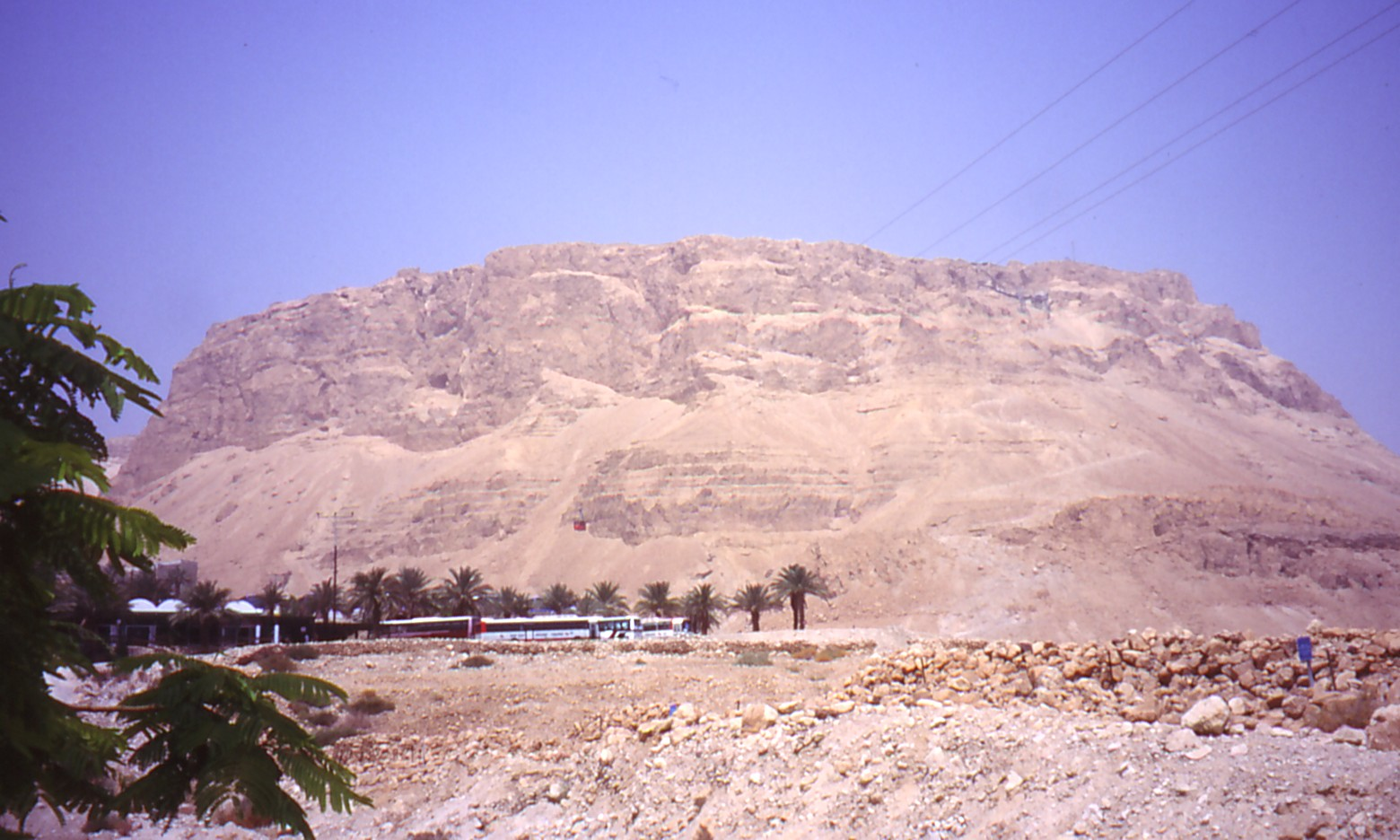
Плато Масады

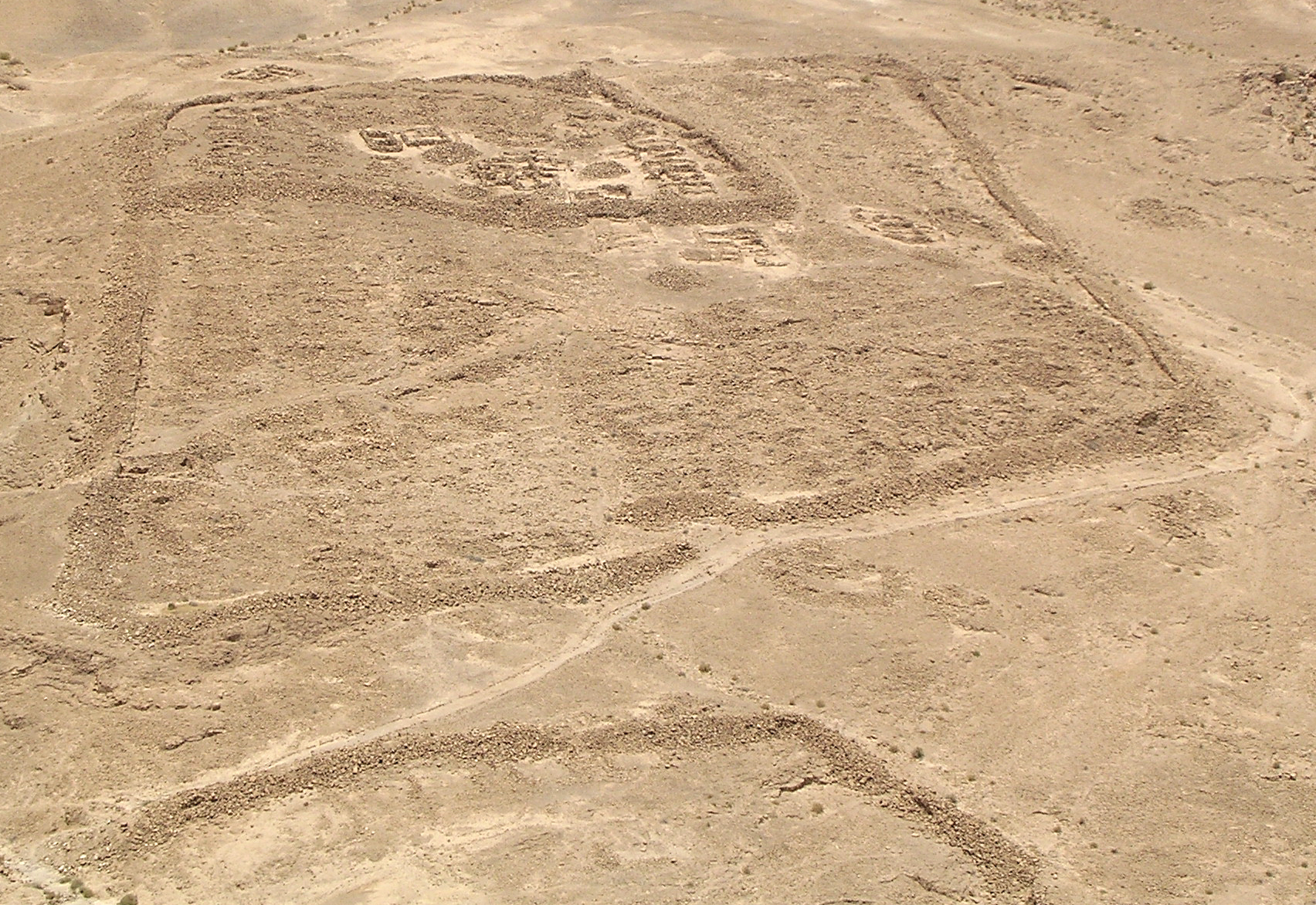
Остатки лагеря X легиона при Масаде

X Охраняющий пролив легион (Легион X «Фретензис»; лат. Legio X Fretensis Antoniniana Pia Fidelis) — римский легион, сформированный Октавианом в 41 или 40 году до н. э. Последние упоминания относятся к 410 году. Символы легиона — бык, боевой корабль, кабан, Нептун, дельфин.

## Основание
Легион сформирован Октавианом в 41 или 40 году до н. э. как противопоставление знаменитому X легиону Цезаря, который находился в армии Марка Антония. Формировался для войны с Секстом Помпеем, стоявшим с войсками на Сицилии.
Название Fretensis можно перевести как «Охраняющий пролив», «Легион из пролива». Согласно Моммзену этот когномен обусловлен тем, что легион изначально создавался для охраны Мессинского пролива между Сицилией и Италией (лат. Fretum Siculum).

## Боевой путь
3 сентября 36 года до н. э. принимал участие в морской битве при Навлохе (мыс, на котором расположен совр. Милаццо, Италия), под командованием Агриппы, которая положила конец сопротивлению Секста Помпея. Там легион получил своё наименование — Fretensis.
В 31 году до н. э. принимал участие в битве при Акции в качестве абордажных команд. После победы над Марком Антонием легион короткое время находился в Италии (в Кремоне, Брешии и Капуе), после чего был переведен в Сирию.
В 6 году легион находился в Киррусе (недалеко от совр. Килис, Турция). Ранее, в 4 году, участвовал в подавлении иудейского восстания, поднятого после смерти Ирода Великого.
По мнению ряда библеистов, отсылка к X легиону содержится в евангельском сюжете об изгнании Иисусом Христом нечистого духа по имени Легион из гадаринского одержимого (Мк. 5:1-14). Изгнанные бесы вселились в стадо свиней (кабан — один из символов полевого знамени X легиона), которое ринулось в воды Галилейского озера и утонуло — этот факт может быть иронической инверсией героической морской истории X легиона.
Во время правления Нерона участвовал в армянском походе Корбулона.
В 68 — 68 годах под командованием Марка Ульпия Траяна воевал с иудеями, участвуя в подавлении различных восстаний.
В 68 году, после захвата Гамалы, легион разбивает лагерь в Скифополисе (совр. Бейт-Шеан, Израиль) и действует в долине реки Иордан, где разрушает монастырь Кумрана.
В 70 году под командованием Тита, легион принимает участие в осаде Иерусалима. После падения Иерусалима легион осадил Массаду и после трёх лет осады взял её. За эту заслугу легиону была прощена потеря орлов в 66 году.
После падения Массады легион становится лагерем в Иерусалиме, который становится его домом более, чем на полтора столетия. Легион находится в прямом подчинении прокуратора Иудеи.
В 115—117 годах участвует в Парфянской кампании Траяна.
В 132—135 годах легион участвует в подавлении восстания Бар-Кохбы. Участвует в осаде Бейтара (совр. Баттир, Палестина, Израиль), последнего убежища восставших. После падения Бейтара и для упреждения будущих восстаний в регион переводят ещё один легион — Легион VI «Феррата», который размещают лагерем в Галилее.
В правление Марка Аврелия участвуют в маркоманских войнах в Дакии.
В 193 году поддерживает Песценния Нигера, провозгласившего себя императором, однако был разбит силами Септимия Севера.
В начале III века легион находится всё ещё в Иерусалиме, однако позже его переводят в Айлу (недалеко от совр. Эйлата, Израиль), где он занимается охраной дороги из Эйлата в Иерусалим.
В 260—274 годах подразделение конницы, принадлежащее легиону, принимает участие в войне в Галлии, где получает титул Pia Fidelis («Преданный и честный»). Ранее легион получил титул Antoniniana, но когда и за какие заслуги — неизвестно.

## Расформирование
В 410 году легион всё ещё находился в Айле. Более поздних записей о нём не встречается. Скорее всего в начале V века легион прекратил своё существование.